# جان بورنت
جان بِرنِت (به انگلیسی: John/Ioannes Burnet) (دسامبر ۱۸۶۳ – ۲۶ مارس ۱۹۲۸) از محققین کلاسیک اسکاتلندی بود. او متولد ادینبورگ بود و در سنت اندروز درگذشت.

## زندگی و کار
بِرنت در دبیرستان سلطنتی ادینبورگ، دانشگاه ادینبورگ و کالج بیلیولِ دانشگاه آکسفورد تحصیل کرد و مدرک خود در رشته هنر را در ۱۸۸۷ دریافت کرد.
کار بر روی نسخه های خطی دیالوگ های افلاطون عمده‌ترین دلیلِ شهرتِ بِرنت است. ویراست مشهور او از مجموعه آثار افلاطون از 1900 تا 1907 منتشر شد و تا امروز همچنان معتبر است. بنظر می‌رسد علاقه او به فلسفه و علی‌الخصوص افلاطون از زمانی آغاز شد که در دانشگاه سنت اندروز، دستیار لوییس کمپل بود. بِرنت بخاطر دفاع از تفسیرهای جدید از افلاطون و سقراط شناخته شده‌بود. وی مدعی بود که سقراط ارتباط نزدیکی با فیلسوفان نخستین یونان، که هم‌اکنون پیشاسقراطیان نامیده می‌شوند، داشته‌است. بورنت باورمند بود که سقراط در جوانی شاگرد آرخلائوس، از پیروان مکتب آناکساگوراس، بوده‌است.
کارهای لغت‌شناسی بورنت بر روی آثار افلاطون هنوز به شکل گسترده‌ای مطالعه می‌شوند و جزو منابع معتبر به حساب می‌آیند. همچنین تفسیرهای وی از مکالمات اتوفرون، آپولوژی، کریتون و فایدون نوشتهٔ افلاطون نیز همچنان مورد استفاده و احترام بسیاری از محققین قرار می‌گیرد.

## کتابشناسی
- نخستین فیلسوفان یونان.
- فلسفه یونان: تالس تا افلاطون.
- فلسفه افلاطونی.
- مقالات و نشانی‌ها.
- آموزه‌های سقراطی درمورد روان.